# Citadel Communications
Ne doit pas être confondu avec Citadel Broadcasting.
Citadel Communications est le nom d'une société de radiodiffusion américaine qui possède plusieurs stations de télévisions.